# The Burning Red
The Burning Red – trzeci album amerykańskiej grupy Machine Head. Album został wydany przez wytwórnię Roadrunner Records 10 sierpnia 1999 roku.
Według danych z kwietnia 2002 album sprzedał się w nakładzie 134,458 egzemplarzy na terenie Stanów Zjednoczonych.

## Twórcy
- Robb Flynn – śpiew, gitara
- Ahrue Luster – gitara
- Adam Duce – gitara basowa
- Dave McClain – perkusja

## Lista utworów
1. "Enter the Phoenix" – 0:53
2. "Desire to Fire" – 4:49
3. "Nothing Left" – 4:05
4. "The Blood, the Sweat, the Tears" – 4:11
5. "Silver" – 3:52
6. "From This Day" – 3:56
7. "Exhale the Vile" – 4:57
8. "Message in a Bottle" (The Police Cover) – 3:32
9. "Devil with the King's Card" – 4:05
10. "I Defy" – 3:42
11. "Five" – 5:18
12. "The Burning Red" – 6:44

## Single
- "From This Day" – Roadrunner Records, 1999
- "Year of the Dragon" – Roadrunner Records, 1999
- "Silver" – Roadrunner Records, 1999

## Wideografia
- "From This Day" – Michael Martin, 1999